# Edward Wilkerson
Edward „Ed“ Wilkerson Jr.  (* 27. Juli 1953 in Terre Haute, Indiana) ist ein US-amerikanischer Jazz-Musiker (Tenorsaxophon, Altklarinette, Flöte, Piano und Perkussion), Bandleader und Musikpädagoge.

## Leben und Wirken
Edward Wilkerson begann seine Musikerkarriere in der Chicagoer Jazzszene und gehörte bald zu den Mitgliedern der Association for the Advancement of Creative Musicians (AACM), in deren Musikschule er später Komposition unterrichtete; eine Zeit lang war er auch Vorsitzender der AACM.
Schon Mitte der 1970er Jahre arbeitete Wilkerson mit Musikern des AACM-Kollektivs zusammen, wie mit dem Perkussionisten Kahil El’Zabar;  wurde dann Gründungsmitglied in Zabars  Ethnic Heritage Ensemble und blieb bis 1997 in der Gruppe, bis er von Ernest Dawkins ersetzt wurde. Wilkerson wirkte an den ersten Alben wie Three Gentlemen From Chicago (Moers Records, 1980), Hang Tuff (Open Minds) und Dance With the Ancestors (Chameleon) mit.
Wilkerson leitete dann auch eigene Projekte, wie die 1979 gegründete Formation Shadow Vignettes, in der insgesamt 25 Musiker arbeiteten (u. a. Reggie Nicholson, Ameen Muhammad und Ernest Dawkins) und die Tanz, Poesie, Bildende Kunst einbezog. Die Musik der Shadow Vignettes nahm Anleihen bei den Big-Band-Arbeiten von Muhal Richard Abrams, Duke Ellington, Count Basie und Sun Ra. Die Shadow Vignettes nahmen ein Album auf (Birth of a Notion), das 1985 auf Sessoms Records erschien.
Im Januar 1985 gründete Wilkerson dann sein Ensemble 8 Bold Souls, ein Oktett, mit dem er regelmäßig bei Konzerten in Chicago auftrat und das schließlich zu seiner working band wurde. Mit dem Clarinet Choir, zu dem auch J. D. Parran  und Mwata Bowden gehörten, trat er 1986 in Moers auf.
Wilkerson arbeitete außerhalb der Formationen 8 Bold Souls, der Shadow Vignettes und dem Ethnic Heritage Ensemble noch mit der AACM Big Band, mit Roscoe Mitchell, Douglas Ewart, The Temptations, Chico Freeman, Geri Allen, the Lyric Opera of Chicago, Muhal Richard Abrams, Aretha Franklin und George Lewis.
Gegenwärtig arbeitet Wilkerson mit der Formation Frequency mit Nicole Mitchell, Harrison Bankhead und Avreeayl Ra. Sie spielen eine Mischung aus Free Jazz, afrikanischen Einflüssen und konkreten Geräuschen.
Wilkerson erhielt Auszeichnung vom Illinois Arts Council, dem National Endowment for the Arts, dem Programm Meet the Composer und dem Community Arts Assistance Program.

## Diskographische Hinweise
Alben unter eigenem Namen
- Shadow Vignettes – Birth of a Notion (Sessom, 1984)
- 8 Bold Souls: Sideshow (Arabesque, 1991)
- Light on the Path (sound aspects, 1994), mit Rod McGaha
- 8 Bold Souls: Antfarm (Arabesque, 1994)
- Frequency (Thrill Jockey)

Als Sideman
- Zahir El’Zabar: Anchestral Song (Silkheart, 1987)
- Zahir El’Zabar: 21st Century Union March (Silkheart, 1995)
- Luke Stewart Exposure Quintet (2020)